# Introducción a la relatividad general

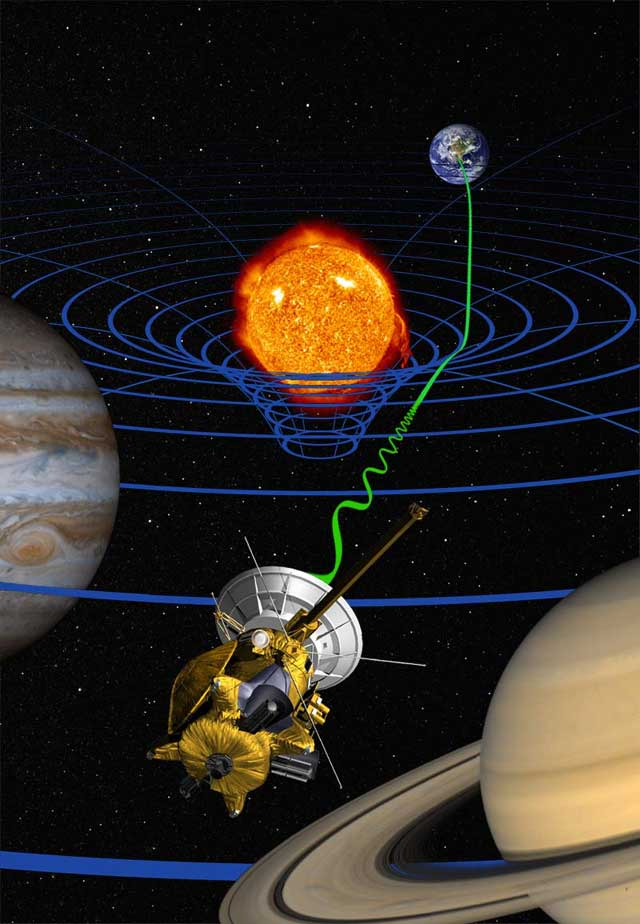
Dibujo artístico acerca de una prueba realizada con alta precisión por la sonda Cassini al enviar señales a la tierra y al describir la trayectoria predicha.

La relatividad general (RG) es una teoría de la gravitación que fue desarrollada por Albert Einstein entre 1907 y 1915. De acuerdo a la relatividad general, la atracción gravitatoria observada entre masas se debe a una curvatura del espacio-tiempo y por tanto un reflejo de la geometría del mismo y no de fuerzas a distancia como en la teoría newtoniana de la gravedad.

## Introducción
Antes de la llegada de la teoría de la relatividad, la ley de la Gravitación Universal de Newton de 1686 había sido aceptada por más de doscientos años como una descripción válida de la fuerza de la gravedad. En ese modelo, la gravedad se consideraba el resultado de una fuerza de atracción inherente entre dos masas, que actuaba a distancia instantáneamente. Aunque hasta el mismo Newton era consciente de la naturaleza desconocida de esta fuerza, el esquema resultante fue extremadamente preciso en la descripción del movimiento, con éxitos tales como la predicción de la existencia de Neptuno a partir de las variaciones en la órbita de Urano. 
En 1905, Albert Einstein había formulado la teoría de la relatividad especial en la que no son posibles las acciones a distancia instantáneas ya que cualquier influencia física debería propagarse a una velocidad igual o inferior a la velocidad de la luz. La teoría newtoniana no satisfacía este requisito, por lo que Einstein buscó una teoría de la relatividad más general que pudiera dar cuenta adecuadamente de la gravedad, sin contradecir la teoría especial de la relatividad.-
La relatividad general sustituyó a la teoría de la Gravitación Universal de Newton dando cuenta de muchos efectos que no podían ser explicados, como las anomalías en la órbita de Mercurio y de otros planetas; también hace numerosas predicciones —ya confirmadas— sobre los efectos de la gravedad, como la curvatura de la luz y la disminución del tiempo. Además, la relatividad general predice un nuevo fenómeno conocido como ondas gravitatorias. A pesar de que la relatividad general no es la única teoría relativista de la gravedad, es la más simple de ellas consistente con los datos experimentales. Sin embargo, un gran número de preguntas se mantienen abiertas: la más fundamental es cómo la relatividad general puede reconciliarse con las leyes de la mecánica cuántica para producir una teoría consistente única de la gravedad cuántica.
La teoría ha llegado a ser una herramienta esencial de la astrofísica moderna. Provee los fundamentos de nuestro actual entendimiento sobre los agujeros negros, que son regiones del espacio donde la atracción gravitatoria es tan fuerte que ni siquiera la luz puede escapar de ella. Se piensa que su inmensa gravedad es la responsable de la intensa radiación emitida por ciertos tipos de objetos astronómicos (como núcleos galácticos activos o microquasares).
La curvatura de la luz debido a la gravedad puede llevar a un curioso fenómeno: en el cielo se pueden observar múltiples imágenes de un mismo objeto astronómico visible. Este efecto es conocido como lente gravitatoria y su estudio es parte importante de la astronomía. "Evidencias indirectas" de las ondas gravitatorias han sido comprobadas por varios equipos de científicos, como los proyectos LIGO y GEO 600. La relatividad general es también la base del modelo estándar del Big Bang de la cosmología.

## De la relatividad especial a la general
En 1905 Einstein publicó su teoría de la relatividad especial, que conciliaba las leyes de Newton con el electromagnetismo (la interacción entre partículas con carga eléctrica). La relatividad especial estableció un nuevo modelo de trabajo para todos los físicos, al introducir conceptos radicalmente nuevos sobre el espacio y el tiempo. El problema es que algunas de las teorías aceptadas hasta ese momento resultaron inconsistentes con este nuevo modelo (un ejemplo clave es la ley de la gravedad de Newton, que describe la atracción mutua que experimentan los cuerpos debido a su masa). El intento de superar dichas limitaciones llevaron a Einsten a construir la teoría de la relatividad más general.
Muchos físicos, incluso el mismo Einstein, intentaron encontrar una teoría que conciliara la ley de la gravedad de Newton con la relatividad especial. Tras varios intentos preliminares Einstein publicó en 1915 su teoría general de la relatividad. Para entender las ideas básicas de esta teoría es muy instructivo seguir los razonamientos de Einstein entre los años 1907 y 1915, desde el experimento mental de un observador en caída libre hasta su teoría completamente geométrica de la gravedad.

### Gravedad y aceleración
Así como puede lograrse que la mayoría de los efectos de la gravedad desaparezcan haciendo observaciones en caída libre, también se pueden producir observando los objetos en un marco de referencia acelerado. Por ejemplo, un observador encerrado en una habitación no puede saber cuál de estas dos afirmaciones es la correcta:

Una pelota cae al suelo en un cohete acelerando (izquierda) y en la Tierra (derecha).

- Los objetos caen al suelo porque la habitación está en la Tierra, y por lo tanto están siendo atraídos por la acción de la gravedad.
- Los objetos caen al suelo porque la habitación está dentro de un cohete espacial que viaja con una aceleración de 9,81 m/s2. Los objetos caen al suelo por la misma fuerza inercial que empuja al conductor de un automóvil acelerando hacia el asiento su vehículo.

A la inversa, cualquier efecto observado en un marco de referencia acelerado debería observarse en un campo gravitatorio con la fuerza correspondiente. Este principio permitió a Einstein predecir varios efectos nuevos de la gravedad en 1907, tal y como se explica en la siguiente sección.
Un observador en un marco de referencia acelerado debe introducir fuerzas ficticias para explicar la aceleración experimentada por sí mismo y los objetos a su alrededor. Por ejemplo, la fuerza que empuja a un conductor de un auto acelerando hacia su asiento, como ya se ha mencionado. La clave del razonamiento de Einstein fue que el empuje constante y familiar del campo gravitatorio de la Tierra es fundamentalmente lo mismo que estas fuerzas ficticias. Dado que las fuerzas ficticias siempre son proporcionales a la masa del objeto sobre el que actúan, un objeto en un campo gravitatorio debería sentir una fuerza gravitatoria proporcional a su masa, tal como lo expresa la ley de la gravedad de Newton.

### Consecuencias físicas
En 1907 Einstein todavía estaba a ocho años de completar su teoría de la relatividad general. Sin embargo, basándose en el principio de equivalencia -su punto inicial para el desarrollo de su nueva teoría-, fue capaz de hacer varias predicciones originales, las cuales podían someterse a experimentos.

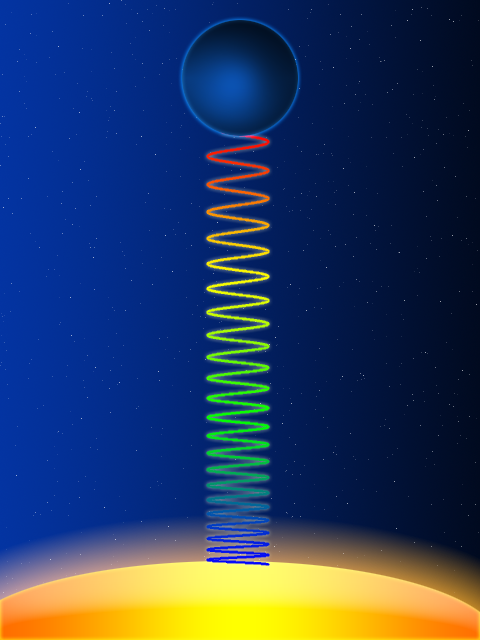
Corrimiento al rojo de una onda de luz al moverse en contra de un campo gravitatorio (generado por la estrella amarilla que está debajo).

El primer efecto nuevo es el corrimiento al rojo de la luz a causa de la gravedad. Consideremos dos observadores a bordo de una nave espacial con movimiento acelerado. En la nave, existe un concepto natural de "arriba" y "abajo": la dirección hacia la cual acelera la nave es "arriba", y los objetos que no están fijos a ella aceleran en la dirección opuesta, cayendo hacia "abajo". Asumamos ahora que un observador está "más arriba" que el otro. Si el observador que está debajo envía un haz de luz al observador que está encima, la aceleración hace que este haz sufra un corrimiento al rojo, tal y como se puede calcular mediante la relatividad especial. El observador que está encima medirá en el haz de luz una frecuencia menor de la que mide el observador que está debajo. Recíprocamente, la luz enviada por el observador de arriba hacia el de abajo sufrirá un corrimiento al azul, es decir, el de abajo medirá frecuencias más altas que el de arriba. Einstein dedujo que estos corrimientos de frecuencia también debían observarse en campos gravitatorios, como se ilustra en el dibujo de la izquierda. Una onda de luz va sufriendo gradualmente un corrimiento al rojo mientras se mueve en contra de la dirección de la aceleración de la gravedad. Este efecto se ha confirmado experimentalmente, tal y como se describe debajo.
Este corrimiento de la frecuencia debido a la gravedad se corresponde con la dilatación del tiempo a causa de la gravedad. Dado que el observador que está más arriba mide la misma onda de luz pero con una frecuencia más baja que la que mide el observador de más abajo, el tiempo debe estar pasando más rápido para el observador de más arriba. Es decir, el tiempo corre más lento para los observadores que están más abajo en un campo gravitatorio.
Es importante acentuar que, para ambos observadores, el flujo del tiempo no sufre cambios para los eventos que tengan lugar al menos en el marco de referencia de cada observador. Huevos cocidos en cinco minutos según cada reloj tendrán la misma consistencia para ambos observadores. Si pasa un año en cada reloj, cada observador envejece ese tiempo. En resumen, cada reloj está en perfecta concordancia con los sucesos que ocurren en su vecindad inmediata. Es sólo cuando se comparan los relojes de ambos observadores que se puede notar que el tiempo corre más lento para el observador de más abajo que para el de más arriba. Este efecto es minúsculo, pero también ha sido comprobado por numerosos experimentos, como se puede ver debajo.

### Efecto de marea
La equivalencia entre los efectos gravitatorios e inerciales, no constituyen una teoría completa de la gravedad. En particular, no puede responder a la siguiente pregunta sencilla: ¿Qué evita que la gente al otro lado del mundo se caiga? Podemos explicar la gravedad cerca de nuestra ubicación en la superficie de la Tierra como una fuerza ficticia - debido a que hemos elegido un marco de referencia que no está en caída libre. Sin embargo, un marco de referencia de caída libre de nuestro lado de la Tierra no puede explicar por qué las personas en el lado opuesto de la Tierra experimentan una fuerza gravitatoria en la dirección opuesta. 

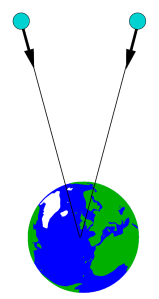
Dos cuerpos cayendo hacia el centro de la tierra aceleran el uno hacia el otro a medida que caen.

Una manifestación más básica de la misma involucra a dos cuerpos cayendo uno al lado del otro, hacia la Tierra. En un marco de referencia que está en caída libre junto a estos cuerpos, al parecer rondan libremente, sin peso - pero no es completamente así: después de todo, si se mira más de cerca, esos cuerpos no están cayendo en la misma dirección, sino hacia el mismo punto en el espacio : el centro de gravedad de La Tierra. Debido a esto, hay un componente del movimiento de cada cuerpo hacia el otro. En un pequeño entorno, como un ascensor en caída libre, esta aceleración relativa es minúscula, mientras que para paracaidistas en lados opuesto de la Tierra, el efecto es grande. Tales diferencias en fuerza también son responsables de las mareas en los océanos de la Tierra, por lo que el término "efecto de marea" es usado para este fenómeno. 
La equivalencia entre la inercia y la gravedad no puede explicar los efectos de marea - no explican las variaciones en los campos gravitatorios. Para esto, se necesita una teoría que describa la manera en que la materia (una como la gran masa de la Tierra) afecta el entorno inercial a nuestro alrededor.

### De la aceleración a la geometría
Al explorar la equivalencia de la gravedad y la aceleración, así como el papel de las fuerzas de mareas, Einstein descubrió varias analogías interesantes con la geometría de superficies. Un ejemplo de ello es la transición de un marco de referencia inercial (en el que las partículas se deslizan libremente en trayectorias rectas a velocidad constante) a un marco de referencia rotacional (en el cual se deben introducir términos extras correspondientes a las fuerzas ficticias con el fin de explicar el movimiento de las partículas): esta transición es análoga a la transición de un sistema de coordenadas cartesianas (en el cual los ejes de coordenadas son líneas rectas) a un sistema de coordenadas curvilineales (donde los ejes de coordenadas no son necesariamente líneas rectas). 
Una analogía más profunda relaciona las fuerzas de mareas con una propiedad de las superficies llamada curvatura . Para los campos gravitatorios, la ausencia o presencia de fuerzas de marea determina si la influencia de la gravedad puede ser eliminada o no por la elección de un marco de referencia en caída libre. Del mismo modo, la ausencia o presencia de curvatura sobre una superficie determina si es equivalente o no a un plano. En el verano de 1912, e inspirado por estas analogías, Einstein comenzó a buscar una formulación geométrica de la gravedad.
Los objetos elementales de la geometría - puntos, curvas, triángulos - tradicionalmente se definen en un espacio tridimensional o en una superficie de dos dimensiones. Sin embargo, en 1907 el matemático Hermann Minkowski introdujo una formulación geométrica de la teoría especial de la relatividad de Einstein que incluye no sólo el espacio sino también el tiempo. La entidad básica de esta nueva geometría es el espacio-tiempo de cuatro dimensiones. Las órbitas de los cuerpos en movimiento son líneas en el espacio-tiempo; las órbitas de los cuerpos moviéndose a velocidad constante sin cambiar de dirección son líneas rectas.
Para superficies, la generalización de la geometría de un plano - una superficie plana - a la geometría de una superficie curva general ya había sido descrita a comienzos del siglo XIX por Carl Friedrich Gauss. Esta descripción a su vez se había generalizado a espacios de más dimensiones usando el formalismo matemático introducido por Bernhard Riemann en la década de 1850. Con la ayuda de la geometría riemanniana, Einstein formuló una descripción geométrica de la gravedad en la cual el espacio-tiempo de Minkowski es reemplazado por un espacio-tiempo curvo y distorsionado, al igual que las superficies curvas son la generalización de las superficies planas ordinarias.
Después de haberse dado cuenta de la validez de esta analogía geométrica, Einstein se demoró tres años más en encontrar la piedra angular de su teoría: las ecuaciones que describen cómo la materia afecta la curvatura del espacio-tiempo. Habiendo formulado las ahora conocidas como ecuaciones de Einstein (o, más precisamente, sus ecuaciones de campo de la gravedad), a finales de 1915 presentó su teoría en una serie de conferencias en la Academia de Ciencias de Prusia.

## Geometría y gravitación
El espacio-tiempo le dice a la materia cómo moverse; la materia le dice al espaciotiempo, cómo debe curvarse.

La comprensión de lo que esto significa requiere de tres cosas: en primer lugar, la noción de que las partículas son tan pequeñas que su efecto sobre el campo gravitatorio en que se mueven es insignificante; segundo, la naturaleza de la materia como fuente de gravedad; en tercer lugar, la ecuación de Einstein, que muestra cómo esta cuestión fuente está relacionada con la curvatura del espacio. 

### Probando el campo gravitatorio

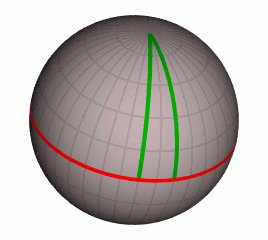
Geodésicas convergentes: dos líneas de longitud (verde) comienzan en paralelo en el ecuador (rojo), pero convergen para reunirse en el polo.

Con el fin de entender la influencia gravitatoria de un cuerpo, es útil emplear lo que los físicos llaman sonda o partículas de prueba - partículas que están influenciadas por la gravedad, pero son tan pequeñas y ligeras que podemos desestimar su propio efecto gravitatorio. En ausencia de gravedad y otras fuerzas externas, una partícula de prueba se mueve a lo largo de una línea recta a una velocidad constante. En el lenguaje del espacio-tiempo, esto es equivalente a decir que esa partícula de prueba se mueve a lo largo de una línea de universo recta en el espacio. En presencia de gravedad, sin embargo, el espacio es no-euclidiano o curvo, de forma similar en dos dimensiones a la superficie de una esfera. En este espacio, las líneas rectas de universo pueden no existir; en lugar de eso las partículas de prueba se mueven a lo largo de líneas llamadas geodésicas, que son "lo más rectas posible". El término geodésica proviene de la geodesia, la ciencia de medir el tamaño y la forma de la Tierra. En el sentido original, una geodésica es el camino más corto entre dos puntos en la superficie de la Tierra, es decir, un segmento de un gran círculo, como una línea de longitud o el ecuador. Estos caminos no son rectos, ya que deben seguir la curvatura de la superficie de la Tierra, pero son lo más rectas posible, sujetas a esta limitación.
Las propiedades de las geodésicas difieren de los de las líneas rectas. Por ejemplo, en un plano, las líneas rectas que comienzan en direcciones paralelas se mantendrán a una constante distancia la una de la otra. Este no es el caso de las geodésicas en la superficie de la Tierra: por ejemplo, las líneas de longitud son paralelas en el Ecuador, pero se entrecruzan en el polo. Las líneas de universo de las partículas de prueba en caída libre son geodésicas del espacio-tiempo - son lo más rectas posibles en el espacio-tiempo. Sin embargo, hay importantes diferencias entre estas y las verdaderas líneas rectas que se pueden trazar en el espacio-tiempo libre de gravedad. En la relatividad especial, las paralelas geodésicas siguen siendo paralelas, mientras que en un campo gravitatorio con efectos de marea, esto no tiene por qué ser el caso. Por ejemplo, si dos cuerpos, inicialmente en reposo uno respecto al otro, caen en el campo gravitatorio de la Tierra, se trasladarán el uno hacia el otro mientras caen hacia el centro de la Tierra.
Al pasar de las partículas de prueba a los objetos reales, las leyes del movimiento se vuelven algo más complicadas, pero sigue siendo cierto que el espacio le dice a la materia cómo moverse. En comparación con los planetas y otros cuerpos astronómicos, los objetos de la vida cotidiana (personas, coches, casas, incluso las montañas) tienen relativamente poca masa. Cuando tratamos con esos objetos, las leyes que rigen el comportamiento de las partículas de prueba son perfectamente suficientes para describir lo que sucede. En concreto, con el fin de desviar una partícula de prueba de su trayectoria geodésica, debe aplicarse una fuerza externa. Una persona sentada en una silla está tratando de seguir una geodésica (caída libre hacia el centro de la Tierra), pero la silla le aplica una fuerza externa hacia arriba que evita que la persona caiga. 
De esta manera, la relatividad general explica la experiencia cotidiana de la gravedad sobre la superficie de la Tierra no como el tirar hacia abajo de una fuerza gravitatoria, sino como el impulso hacia arriba de las fuerzas externas que desvían los cuerpos que reposan en la superficie terrestre de las geodésicas que seguirían en situación libre.

### Ecuaciones de Einstein

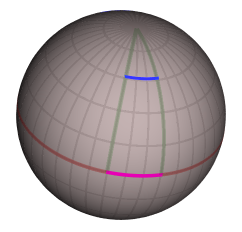
Distancias correspondientes a 30 grados a diferencia de longitud, en diferentes latitudes, sobre la superficie de la tierra.

## Pruebas experimentales

Discrepancias entre predicciones: la órbita newtoniana (en rojo) frente a la órbita relativista (en azul) de un solo planeta alrededor de una estrella esférica.

### Ondas gravitatorias

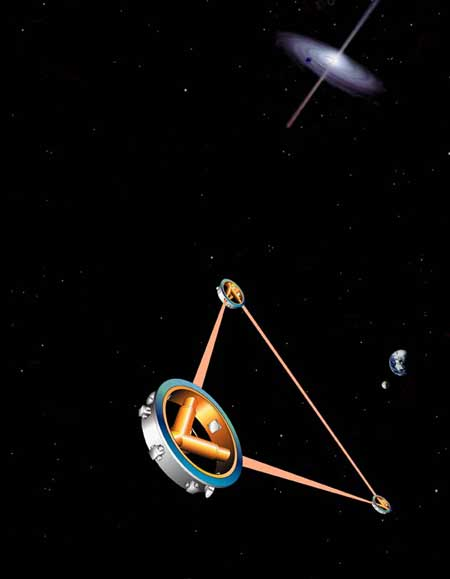
Recreación artística del detector de ondas gravitatorias en el espacio LISA

### Lentes gravitatorias

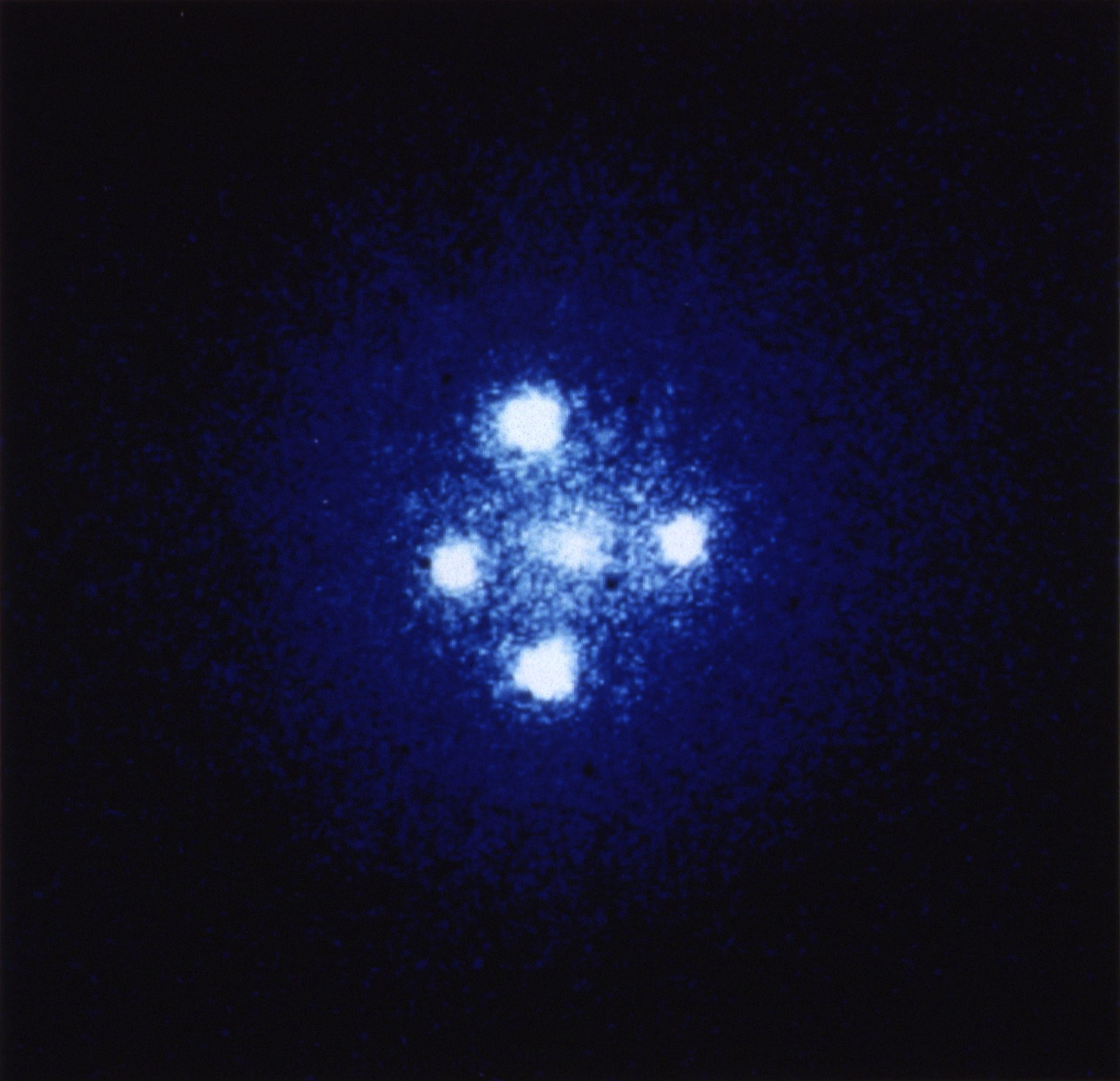
Cuatro imágenes del mismo objeto astronómico, producida por una lente gravitatoria

### Agujeros negros

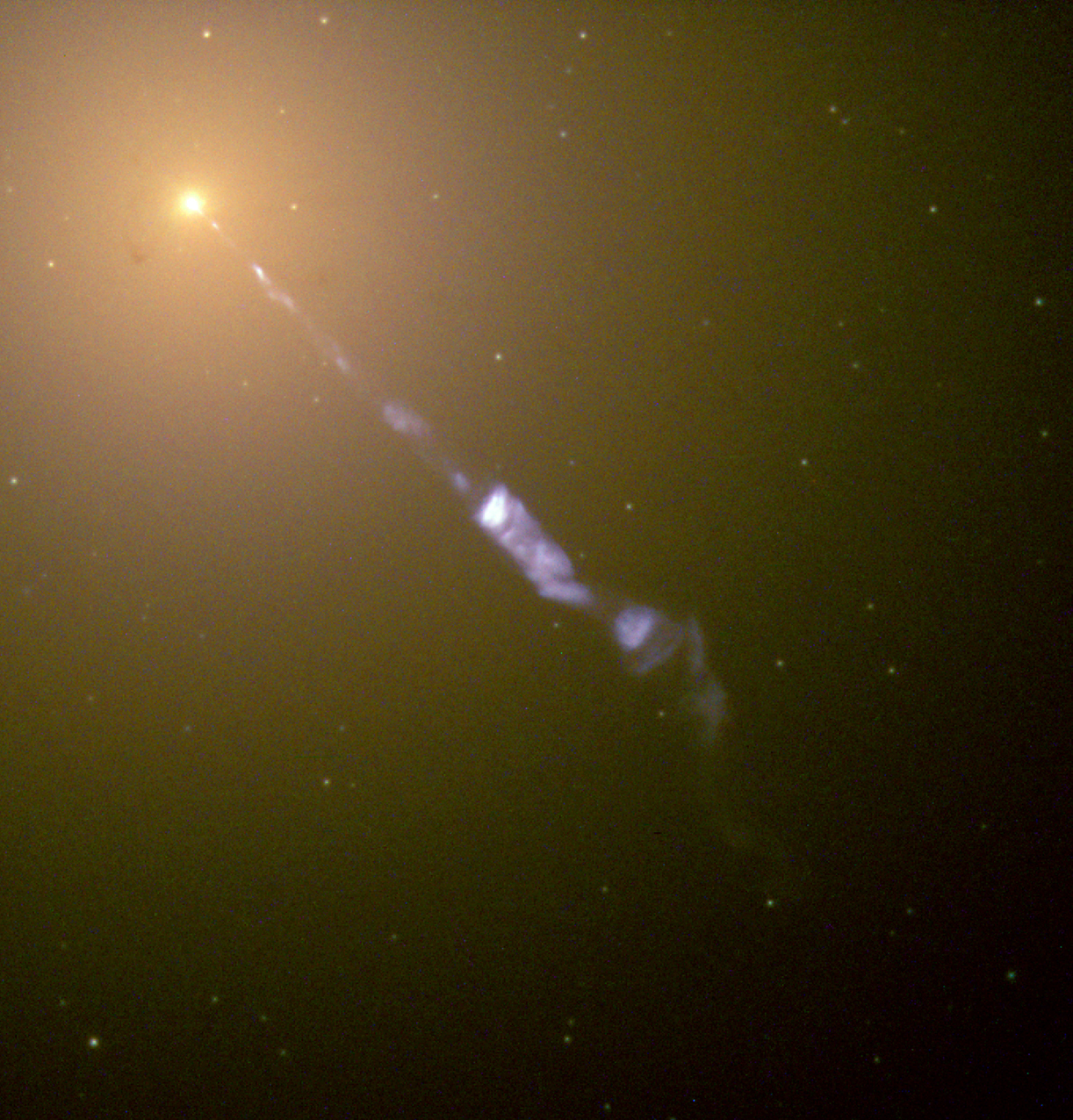
Potente agujero negro procedente de la región central de la galaxia Messier 87

### Cosmología

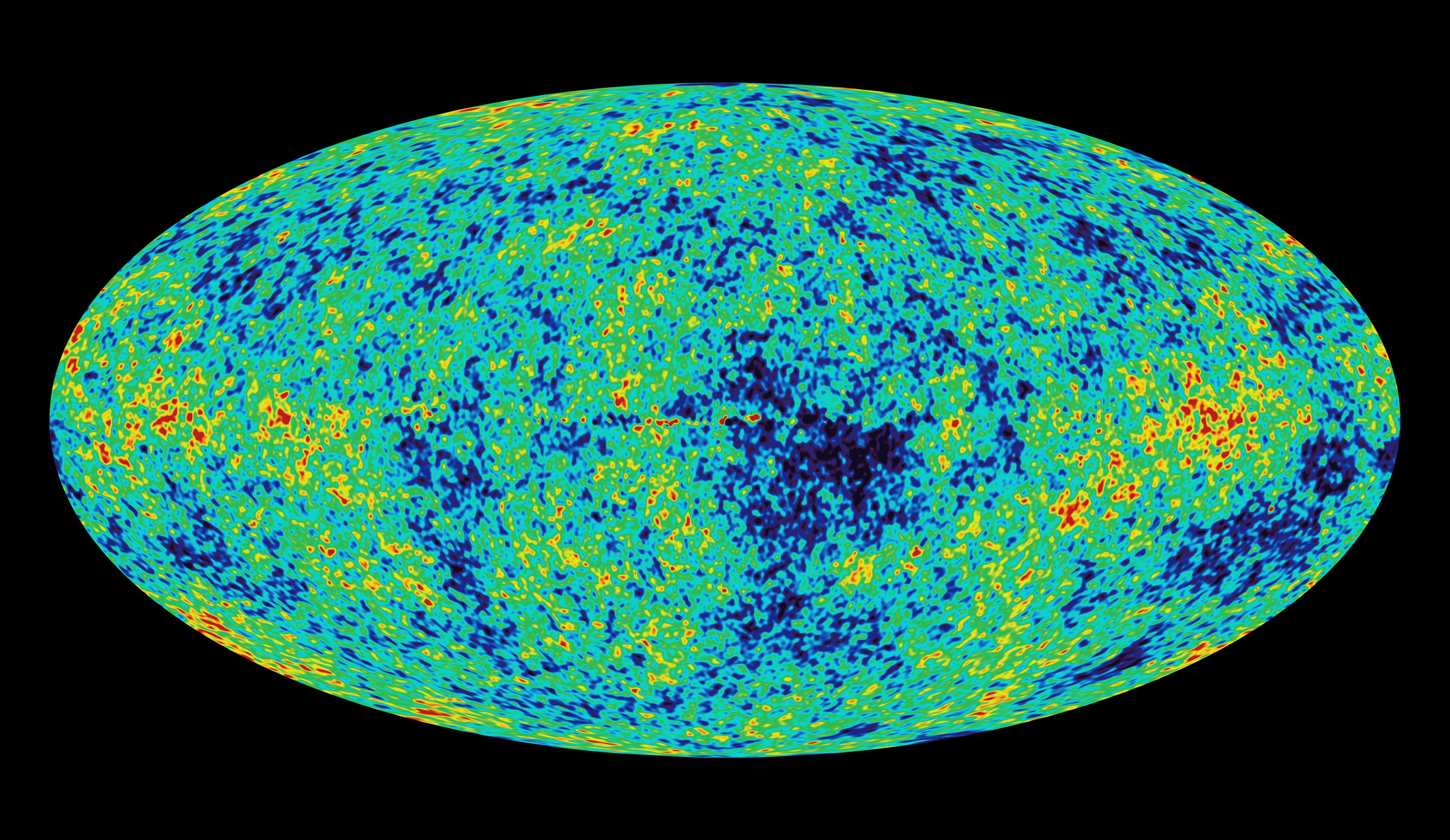
Imagen de la radiación emitida no más de unos cientos de miles de años después del Big Bang, capturado por satélite con el telescopio WMAP.